# Chad en los Juegos Olímpicos de Múnich 1972
Chad estuvo representado en los Juegos Olímpicos de Múnich 1972 por cuatro deportistas masculinos que compitieron en dos deportes.
El portador de la bandera en la ceremonia de apertura fue el atleta Ahmed Senoussi. El equipo olímpico chadiano no obtuvo ninguna medalla en estos Juegos.